# Lilltjärnen (Kalls socken, Jämtland, 707828-133434)
Lilltjärnen är en sjö i Åre kommun i Jämtland och ingår i Indalsälvens huvudavrinningsområde. Sjön har en area på 0,0711 kvadratkilometer och ligger 426,4 meter över havet. Lilltjärnen ligger i Skäckerfjällen Natura 2000-område. Vid provfiske har elritsa, lake, röding och öring fångats i sjön.

## Delavrinningsområde
Lilltjärnen ingår i det delavrinningsområde (707776-133467) som SMHI kallar för Utloppet av Stortjärnen. Medelhöjden är 470 meter över havet och ytan är 3,04 kvadratkilometer. Det finns inga avrinningsområden uppströms utan avrinningsområdet är högsta punkten. Vattendraget som avvattnar avrinningsområdet har biflödesordning 4, vilket innebär att vattnet flödar genom totalt 4 vattendrag innan det når havet efter 371 kilometer. Avrinningsområdet består mestadels av skog (88 procent). Avrinningsområdet har 0,33 kvadratkilometer vattenytor vilket ger det en sjöprocent på 10,8 procent.